# Max Holloway
Jerome Max Holloway (1991. december 4. –) amerikai MMA (kevert harcművészetek) harcos. Az Ultimate Fighting Championship (UFC) korábbi pehelysúlyú bajnoka.

## Háttér
Holloway Hawaii 3. legnagyobb szigetén, Oahun született és nevelkedett egy kis városban, Waianae-ben. Holloway egy olyan környéken nevelkedett, ahol rendszeresek voltak az utcai verekedések és erőszak, a droghasználat és egyre nagyobb problémát jelentett a hajléktalanság. Gyermekkora nagy részét nagyszüleinél töltötte, mert édesapja elhagyta a családot, amikor Holloway 11 éves volt, édesanyja pedig metamfetaminfüggő volt. Holloway a Waianae High School-ba járt, amit 2010-ben fejezett be. Érdekesség, hogy Yancy Medeiros, szintén Hawaii-i UFC harcos is oda járt. Holloway gimnazista évei alatt kezdett el küzdősportolni, először K1-ezni kezdett egy „Team Ruthless” nevű csapatban, ami percekre volt csak az otthonától. Pár napra rá, hogy elkezdte a sportot, máris lehetőséget kapott, hogy az utána következő hétvégén megmérettesse magát. Annak ellenére, hogy unokatesói ezt korainak vélték, Holloway elvállalta és meg is nyerte a helyi küzdelmet.

## MMA karrier

### A kezdetek
Hollowaynek először a K1-volt a cél, de Jens Pulver, José Aldo és Bj Penn-t látva az MMA felé fordult. Már nagyon fiatalon voltak amatőr mérkőzései és 18 évesn a profi debütálására is sor került az X-1 szervezetben.

### Korai profi karrier
Az X-1 szervezetben két győzelem után Harris Sarmiento ellen küzdött meg, aki a Strikeforce és más szervezetekben szerzett tapasztalata miatt komoly veteránnak számított. Ennek ellenére a fiatal Holloway megnyerte a harcot és ezzel elnyerte az X-1 könnyűsúlyú bajnoki övet. Ezután Holloway begyűjtött még egy győzelmet, így a rekordja 4-0 volt. Már ekkor sokan hasonlították Hollowayt, Anthony Pettis-het a hasonló stílusuk miatt. Ezután a UFC-ben harcoló Jeremy Stephens felkérte Hollowayt, hogy eddzen vele, mert a következő ellenfele Anthony Pettis volt. (Később Holloway mindkét említett harcos legyőzte karrierje során.) Az ilyen körökbe való mozgása is lehetett az oka annak, hogy 2012. január 4-én szerződést kötött a UFC-vel. (Pár órával később ugyanaznap első fia is megszületett.)

### Ultimate Fighting Championship (UFC)

#### 2012
Holloway volt a legfiatalabb harcos az egész UFC-ben, amikor a debütálására sor került 2012. február 4-én a UFC 143-on. Holloway a sérült Ricardo Lamast helyettesítette Dustin Poirier ellen. A küzdelmet elvesztette az első menetbe egy háromszög-karfeszítéssel.
Második mérkőzésén Holloway Pat Schilling ellen harcolt 2012. június 1-én a The Ultimate Fighter 15 Finale-on. Domináns három menet után, ahol Holloway többször is majdnem befejezte a küzdelmet, egyhangú pontozással nyert.
Holloway következő küzdelme Justin Lawrence ellen volt, 2012. augusztus 11-én a UFC 150-en. Holloway győzedelmeskedett, méghozzá TKO-val a második menetben. Miután egy testütéstől Lawrence a földre került, a földön Holloway ütésekkel befejezte a küzdelmet.
Holloway 2012. december 29-én Cody McKenzie-t helyettesítve Leonard Garciaval küzdött meg a UFC 155-ön. Holloway megnyerte a szoros mérkőzést megosztott pontozással.

#### 2013
Holloway következő harca Denis Bermudez ellen volt 2013. május 25-én a UFC 160-on. Holloway elvesztette a küzdelmet megosztott pontozással. A szurkolók és a média nagy része nem értett egyet a döntéssel, a többség Holloway-nek ítélte a küzdelmet.
2013. augusztus 17-én Holloway a UFC Fight Night 26-on Conor Mcgregorral lépett ketrecbe. Holloway elvesztette a küzdelmet egyhangú pontozással. Ugyan Conor tartotta a távot és domináns tudott lenni a szokatlan rúgási technikáival, ez volt az első olyan nyert mérkőzése, amit nem tudott befejezni.

#### 2014
Holloway következő mérkőzése a UFC-ben akkor bemutatkozó Will Chope volt. Holloway elmondta, úgy érezte ez a mérkőzés dönt a UFC-ben maradásáról. Előző évben két harcából kettőt elveszített és úgy érezte ha kikap egy “újonctól”, akkor ki fogják rúgni. A küzdelem 2014. január 4-én a UFC Fight Night 34-en került megrendezésre. Holloway nem csak TKO-val megnyerte a küzdelmet a második menetben, hanem első “Knockout of the Night” díját is begyűjtötte.
Holloway következő ellenfele Andre Fili volt 2014. április 26-án a UFC 172-n. Szoros menetek után Holloway megsebezte Fili-t és kifojtotta a harmadik menetben.
Holloway következő mérkőzése Mirsad Bektic ellen lett volna 2014. augusztus 23-án a UFC Fight Night 49-en, ahol Holloway Ernest Chavez-t helyettesítette volna. Azonban egy héttel a gála előtt Bektic-nek is le kellett mondania és a UFC-ben akkor debütáló Clay Collard helyettesítette. Holloway végig dominált az álló harcban és a harmadik menetben TKO-val megnyerte a küzdelmet.
Holloway ismét csak valaki helyett ugrott be méghozzá Chan Sung Jung-ot (Korean Zombie) helyettesítette 2014. október 4-én a UFC Fight Night 53-on, ahol Akira Corassani ellen küzdött meg. Az első menetben Holloway megnyerte a küzdelmet K.O.-val. Ezzel elnyerte első Performance of the Night díját is.

#### 2015
2015. február 15-én Holloway a UFC Fight NIght 60-on Cole Miller-rel küzdött meg. Nagyon domináns 3 menet után Holloway nyert egyhangú pontozással.
Holloway következő ellenfele Cub Swanson volt, akivel 2015. április 18-án a UFC on Fox 15-ön küzdött meg. Miután álló harcban dominálta Holloway a mérkőzést az első két menetben, a harmadik menetben be is tudta fejezni egy Guillotine fojtással. Ezzel a győzelemmel Holloway második Performance of the Night díját is begyűjtötte.
Holloway következő küzdelme Charles Oliveira ellen volt 2015. augusztus 23-án a UFC Fight Night 74-en. Holloway megnyerte a küzdelmet az első menetben TKO-val, mert miközben Oliveira egy földreviteli kísérletet próbált megállítani, megsértette a nyakát/vállát, ezért nem tudta folytatni a küzdelmet. Később kiderült, a sérülés egy mikro-szakadás volt a nyelőcsövében. Ezzel a győzelemmel Holloway volt a legfiatalabb harcos a UFC történelmében, aki elért 10 győzelmet.
Következő mérkőzése Hollowaynek Jeremy Stephens ellen volt 2015. december 12-én a UFC 194-en. Holloway teljesen dominálta Stephens-et, aki már az első menet után kimerültnek tűnt. Holloway egyhangú pontozással nyert.

#### 2016
2016. június 4-én Holloway a UFC 199-en Ricardo Lamas-sal küzdött meg. Egy nagyon izgalmas harc végén Holloway került ki győztesnek egyhangú pontozással. A harc utolsó másodperceiben a harcosok kezükkel jelezték egymásnak, hogy vége a taktikázásnak és teljes erőből egymással szembe állva ütésekkel szórták egymást. Nagyon ikonikus jelenet volt.
Holloway következő küzdelme Anthony Pettis ellen volt a UFC ideiglenes pehelysúlyú bajnoki övéért. A harc 2016. december 10-én került megrendezésre a UFC 206-on. A mérlegelésen Pettis 148 fontot nyomott, ami 3 fonttal (kb 1.36 kg) több, mint a pehelysúlyú limit. Holloway így is vállalta a küzdelmet. A bevett szokás szerint ilyenkor Pettis fizetésének 20%-a Holloway-hez került. Emellett, ha Pettis nyerte volna a küzdelmet, ő a bajnoki övet nem szerezhette volna meg. Holloway a harmadik menetben a ketrechez szorítva Pettist ütésekkel sorozta meg. (Testütésekkel elérte, hogy Pettis lejjebb engedje kezeit és így tiszta ütéseket mért Pettis kobakjára.) Holloway megnyerte a küzdelmet TKO-val a harmadik menetben és Performance of the Night díjat is begyűjtötte.

#### 2017
2017. június 3-án a UFC 212-n Holloway José Aldo ellen küzdött meg a tényleges pehelysúlyú bajnoki öv megszerzéséért. A küzdelem elején Holloway nem tűnt túl magabiztosnak, de szépen lassan átvette az irányítást és a harmadik menetben befejezte saját hazájában az egyik legjobb pehelysúlyúnak tartott José Aldo-t. A küzdelmet a harmadik menetbe nyerte meg TKO-val és a harccal Holloway első Fight of the Night bónusz díját is megszerezte.
2017. október 4-én Holloway nyilvánosságra hozta, hogy aláírt egy új, több harcra szóló szerződést a UFC-vel. Holloway következő ellenfele Franki Edgar lett volna a UFC 218-on 2017. december 2-án. Azonban 2017. november 8-án bejelentették, hogy Edgar sérülés miatt nem tud ketrecbe szállni. Edgar-t José Aldo helyettesítette lehetőséget kapva, hogy visszavágjon korábbi vereségéért. A harc apró változásoktól eltekintve szinte ugyanaz a forgatókönyv szerint játszódott le. Holloway a harmadik menetben TKO-val nyerte meg a mérkőzést, ezzel megtartva bajnoki övét.

#### 2018
Egy újabb harc Frankie Edgarral tervbe volt véve 2018. március 3-ára a UFC 222-n. Ez alkalommal Holloway volt az, aki lesérült. 2018. február 3-án bejelentették, hogy Holloway lábsérülés miatt nem fog tudni harcolni.
A UFC történelmének talán egyik legkáoszosabb hetén, 2018. április 1-én bejelentették, hogy Holloway a sérült Tony Ferguson-t helyettesítve, megküzd Khabib Nurmagomedov ellen a könnyűsúlyú bajnoki övért a UFC 223-on, 2018. április 7-én. Ha nyerne Holloway, ő lenne a második olyan harcos, aki két súlycsoportban bajnok egyszerre (Conor McGregor után). Holloway, aki épp nem készül harcra, elfogadta a harcot úgy is, hogy csak 6 napja lett volna készülni. Április 6-án, amikor a mérlegelés lett volna, Holloway-t a New York State Athletic Commission orvosai nem engedte harcolni a gyors fogyasztásának veszélyei miatt. Al Iaquinta utolsó percekben helyettesítette Holloway-t.
Holloway következő küzdelme Brian Ortega ellen lett volna 2018. július 7-én a UFC 226-on. Azonban pár nappal a gála előtt, július 4-én agyrázkódás szerű tünetek miatt Holloway nem tudott harcolni.
A második alkalommal amikor Holloway címvédésre készült, Holloway Brian Ortegával lépett ketrecbe 2018. december 8-án a UFC 231-en. Holloway nagyszerűen kezdte a küzdelmet, az első két menetben dominált az álló harcban és remekül tartotta a távolságot. Ortega-nak esélyes se volt a földre vinnie Holloway-t, ahol papíron előnye lehetett volna, hiszen kiváló a Jiu-Jitsu-ja. A harmadik menetben viszont úgy tűnt, hogy Ortega vissza kapaszkodott a mérkőzésre, Ortega eddig is nagyon kitartóan bírta az ütéseket, de ebben a menetben a támadásra is rátett egy lapáttal. A negyedik menet kezdete elején Holloway kinézett a ketrecből és ujjával a földre mutatott jelezve, hogy itt a vége, ebben a menetben befejezem. Holloway ehhez tartotta magát, hihetetlen mennyiségű ütést vitt be Ortegának (eddig se sajnálta, de ebben a menetben igazán) 4-5-6 ütéses kombinációkkal talált be. Ortega ugyan küzdött, de a menet végén a doktor nem engedte tovább a küzdelmet, mert Ortega egyik szemére már teljesen nem látott, úgy feldagadt. Holloway TKO-val nyert. Emellett megdöntötte a rekordot a legtöbb meghatározó találattal, egy harcban 290-el és a legtöbb meghatározó találattal egy menetben is, ami pedig 134 volt. A harccal a Fight of the Night díjat és Holloway a Performance of the Night díjat is begyűjtötte. Egy másik rekordot is beállított, méghozzá hogy ezzel a győzelemmel neki van a legtöbb győzelme a UFC történelmének pehelysúlyú divíziójában (15).
Holloway-nek 2018 egy nagyon nehéz év volt. Több betervezett harca is le lett mondva sérülések miatt, és voltak sérülések, amik komolynak is tűntek. Holloway elmondta, abban az évben depresszióval is küzdött.

#### 2019
Holloway 2019. április 13-án a UFC 236-on Dustin Poirier ellen lépett ketrecbe a UFC ideiglenes könnyűsúlyú bajnoki övéért. Ez volt Holloway első könnyű súlyú mérkőzése a UFC-ben. Ugyan a két harcos már harcolt egyszer, amit Poirier nyert, nehéz lett volna következtetéseket levonni abból a küzdelemből, hiszen kifejezetten régen és egy másik súlycsoportban történt. Dustin ebben a divízióban sokkal nagyobbnak és erősebbnek tűnt. Ugyan a harca második felében Holloway többször betalált, Poirier ütései erőteljesebbnek tűntek. Az izgalmas harc végén Holloway egyhangú pontozással kikapott.
Ismét tervbe vettek egy küzdelmet Holloway és Frankie Edgar között, és végre ezúttal sor is került rá 2019. július 27-én a UFC 240-en. Holloway visszatért a pehelysúlyú divízióba és sikeresen megvédte a bajnoki övét harmadszorra is. Holloway a küzdelmet egyhangú pontozással nyerte. A harc után Edgar bejelentette, hogy egy súlycsoporttal lejjebb fogja folytatni.

## Magánélet és érdekességek
Holloway-nek egy fia van, Rush Holloway. Sokan azt feltételezik, hogy a UFC legenda Georges St-Pierre miatt kapta ezt a nevet, de Holloway elmondta, hogy ez nem igaz. A Rush című banda adta Max Holloway-nek az ötletet. Sokan a fiút csak “Mini-Blessed”-ként ismerik, Holloway rendszeresen mutatkozik fiával a sajtótájékoztatókon, nyílt edzéseken és hasonlókon. “Mini-Blessed” kisebb rajongó tábornak örülhet, akiket aranyos táncmozdulataival nyert meg magának.
Holloway szívesen tölti szabadidejét videójátékokkal, és ezt gyakran követőivel is megosztja a Twitch platformon. Több ezren követik ezen az oldalon, ahol többek közt a korábbi UFC bajnok és híresen videójáték rajongó, Demetrious Johnson-nal is játszott együtt.
2017 ben Holloway a színészkedésbe is belekezdett, a ‘Den of Thieves” (magyarul: Gengszterzsaruk) című filmben kapott szerepet. A film 2018-ban jelent meg. A filmben szintén szerepet kapott Michael Bisping is, aki korábban a UFC középsúlyú bajnoka volt.
Holloway vendég szerepet kapott a Hawaii 5-0 8. évadának 19. részében.

## Sikerei, díjai és rekordok
- Ultimate Fighting Championship
  - Ideiglenes UFC pehelysúlyú bajnok (egyszeres)
  - UFC pehelysúlyú bajnok (háromszoros )
  - Knockout of the Night (egyszer) vs.Will Chope
  - Fight of the Night (háromszor) vs. José Aldo, Brian Ortega és Dustin Poirier
  - Performance of the Night (négyszer) vs. Akira Corassani, Cub Swanson, Anthony Pettis és Brian Ortega
  - Első amerikai, aki megnyerte a UFC pehelysúlyú bajnoki övét
  - Második leghosszabb győzelmi sorozat (döntetlennel) (13) (Jon Jones, Demetrious Johnson, Georges St-Pierre)
  - Leghosszabb győzelmi sorozat a UFC pehelysúlyú divíziójában (14, aktív)
  - Legtöbb győzelem a UFC pehelysúlyú divíziójában (16)
  - Legtöbb K.O./TKO győzelem a UFC pehelysúlyú divíziójában (8)
  - Legtöbb betalált ütés egy UFC harcban (+307 vs. Brian Ortega)
- X-1 World Events
  - X-1 Lightweight Championship (egyszeres)
- World MMA Awards
  - 2017 Charles 'Mask' Lewis Fighter of the Year
- MMAMania.com
  - UFC/MMA 'Fighter of the Year' 2017 – Top 5 List #1
- RealSport
  - 2017 Fighter of the Year
- Pundit Arena
  - 2017 Fighter of the Year
- MMAFighting.com
  - 2017 Fighter of the Year
- BishopSportsNetwork.com
  - 2017 Fighter of the Year
- MMADNA.nl
  - 2018 Performance of the Year

## MMA mérleg
| Profi mérleg összesítve |             |           |
| 25 küzdelem             | 21 győzelem | 6 vereség |
| Kiütéssel               | 10          | 0         |
| Fojtással/feszítéssel   | 2           | 1         |
| Pontozással             | 9           | 5         |

| Eredménye | Mérleg | Ellenfél         | Módja                                   | Esemény                                  | Dátum               | Menet | Idő  | Helyszín                             | Megjegyzés                                                                                                |
| --------- | ------ | ---------------- | --------------------------------------- | ---------------------------------------- | ------------------- | ----- | ---- | ------------------------------------ | --- |
| Győzelem  | 21–4   | Frankie Edgar    | Pontozás (egyhangú)                     | UFC 240                                  | Július 27, 2019     | 5     | 5:00 | Edmonton, Alberta, Canada            | Megvédte a UFC pehelysúlyú bajoki övét.                                                                   |
| Vereség   | 20–4   | Dustin Poirier   | Pontozás (egyhangú)                     | UFC 236                                  | Április 13, 2019    | 5     | 5:00 | Atlanta, Georgia, United States      | A UFC ideiglenes könnyűsúlyú bajnoki övért. Fight of the Night.                                           |
| Győzelem  | 20–3   | Brian Ortega     | TKO (doktori megállítás)                | UFC 231                                  | December 8, 2018    | 4     | 5:00 | Toronto, Ontario, Canada             | Megvédte a UFC pehelysúlyú bajoki övét.. Performance of the Night. Fight of the Night.                    |
| Győzelem  | 19–3   | José Aldo        | TKO (ütések)                            | UFC 218                                  | December 2, 2017    | 3     | 4:51 | Detroit, Michigan, United States     | Megvédte a UFC pehelysúlyú bajoki övét.                                                                   |
| Győzelem  | 18–3   | José Aldo        | TKO (ütések)                            | UFC 212                                  | Június 3, 2017      | 3     | 4:13 | Rio de Janeiro, Brazil               | Megnyerte és egyesítette (ő volt az ideiglenes bajnok) a UFC pehelysúlyú bajoki övét. Fight of the Night. |
| Győzelem  | 17–3   | Anthony Pettis   | TKO (testütés és ütések)                | UFC 206                                  | December 10, 2016   | 3     | 4:50 | Toronto, Ontario, Canada             | Megnyerte a UFC ideiglenes pehelysúlyú bajoki övét. Performance of the Night.                             |
| Győzelem  | 16–3   | Ricardo Lamas    | Pontozás (egyhangú)                     | UFC 199                                  | Június 4, 2016      | 3     | 5:00 | Inglewood, California, United States | |
| Győzelem  | 15–3   | Jeremy Stephens  | Pontozás (egyhangú)                     | UFC 194                                  | December 12, 2015   | 3     | 5:00 | Las Vegas, Nevada, United States     | |
| Győzelem  | 14–3   | Charles Oliveira | TKO (nyak sérülés)                      | UFC Fight Night: Holloway vs. Oliveira   | Augusztus 23, 2015  | 1     | 1:39 | Saskatoon, Saskatchewan, Canada      | |
| Győzelem  | 13–3   | Cub Swanson      | Fojtás/feszítés (guillotine fojtás)     | UFC on Fox: Machida vs. Rockhold         | Április 18, 2015    | 3     | 3:58 | Newark, New Jersey, United States    | Performance of the Night.                                                                                 |
| Győzelem  | 12–3   | Cole Miller      | Pontozás (egyhangú)                     | UFC Fight Night: Henderson vs. Thatch    | Február 14, 2015    | 3     | 5:00 | Broomfield, Colorado, United States  | |
| Győzelem  | 11–3   | Akira Corassani  | KO (ütések)                             | UFC Fight Night: Nelson vs. Story        | Október 4, 2014     | 1     | 3:11 | Stockholm, Sweden                    | Performance of the Night.                                                                                 |
| Győzelem  | 10–3   | Clay Collard     | TKO (ütések)                            | UFC Fight Night: Henderson vs. dos Anjos | Augusztus 23, 2014  | 3     | 3:47 | Tulsa, Oklahoma, United States       | Catchweight (149 lbs) küzdelem.                                                                           |
| Győzelem  | 9–3    | Andre Fili       | Fojtás/feszítés (guillotine fojtás)     | UFC 172                                  | Április 26, 2014    | 3     | 3:39 | Baltimore, Maryland, United States   | |
| Győzelem  | 8–3    | Will Chope       | TKO (ütések)                            | UFC Fight Night: Saffiedine vs. Lim      | Január 4, 2014      | 2     | 2:27 | Marina Bay, Singapore                | Knockout of the Night.                                                                                    |
| Vereség   | 7–3    | Conor McGregor   | Pontozás (egyhangú)                     | UFC Fight Night: Shogun vs. Sonnen       | Augusztus 17, 2013  | 3     | 5:00 | Boston, Massachusetts, United States | |
| Vereséf   | 7–2    | Dennis Bermudez  | Pontozás (megosztott)                   | UFC 160                                  | Május 25, 2013      | 3     | 5:00 | Las Vegas, Nevada, United States     | |
| Győzelem  | 7–1    | Leonard Garcia   | Pontozás (megosztott)                   | UFC 155                                  | December 29, 2012   | 3     | 5:00 | Las Vegas, Nevada, United States     | |
| Győzelem  | 6–1    | Justin Lawrence  | TKO (ütések)                            | UFC 150                                  | Augusztus 11, 2012  | 2     | 4:49 | Denver, Colorado, United States      | |
| Győzelem  | 5–1    | Pat Schilling    | Pontozás (egyhangú)                     | The Ultimate Fighter: Live Finale        | Június 1, 2012      | 3     | 5:00 | Las Vegas, Nevada, United States     | |
| Vereség   | 4–1    | Dustin Poirier   | Fojtás/feszítés (háromszög-karfeszítés) | UFC 143                                  | Február 4, 2012     | 1     | 3:23 | Las Vegas, Nevada, United States     | Pehelysúlyú mérkőzés.                                                                                     |
| Győzelem  | 4–0    | Eddie Rincon     | Pontozás (egyhangú)                     | UIC 4: War on the Valley Isle            | Július 1, 2011      | 3     | 5:00 | Honolulu, Hawaii, United States      | |
| Győzelem  | 3–0    | Harris Sarmiento | Pontozás (megosztott)                   | X-1: Champions 3                         | Március 12, 2011    | 5     | 5:00 | Honolulu, Hawaii, United States      | Megnyerte az X-1 könnyűsúlyú bajnoki övet.                                                                |
| Győzelem  | 2–0    | Bryson Kamaka    | KO (ütések)                             | X-1: Island Pride                        | November 6, 2010    | 1     | 3:09 | Honolulu, Hawaii, United States      | |
| Győzelem  | 1–0    | Duke Saragosa    | Pontozás (egyhangú)                     | X-1: Heroes                              | Szeptember 11, 2010 | 3     | 5:00 | Honolulu, Hawaii, United States      | |